# 趙應元 (嘉靖壬戌進士)
趙應元（？—？），字子貞，號望雲，浙江杭州府仁和縣人，民籍，明朝政治人物。

## 生平
曾任直隶六安州學训导。嘉靖四十年（1561年）辛酉科應天府鄉試第十名舉人。嘉靖四十一年（1562年）中式壬戌科會試第二百六十四名，三甲第五十四名進士。授直隶溧阳县知县。调江西奉新县，行取工部主事，因劾奏嚴嵩，遭罢职。

## 家族
曾祖趙善；祖父趙宣；父趙文遠，母王氏。永感下。